# 小瀬甫庵
小瀬 甫庵（おぜ ほあん、1564年（永禄7年） - 1640年10月6日（寛永17年8月21日））は、安土桃山時代から江戸時代初期にかけての儒学者、医師、軍学者。『太閤記』『信長記』の著者として知られる。名は道喜（どうき / みちよし）、通称は又次郎、長太夫。甫庵は号である。甫菴、甫安とも。

## 略歴
永禄7年（1564年)、誕生。美濃土岐氏の庶流で、尾張国春日井郡の出身であるという。坂井氏（阪井氏）の養子となったといい、後に土肥氏を名乗り、最後に小瀬氏に改めた。
はじめ医学と経史を学んで、易学にも通じた。織田氏家臣の池田恒興に医者として仕え、その死後は豊臣秀次に仕えた。文禄4年（1595年）には『補注蒙求』などの活字本の医書を刊行している。
関ヶ原の戦いの後あるいは秀次死後に堀尾吉晴に仕えて、出雲国の松江城築城の際には縄張りを行った。吉晴死後は浪人となり、播磨国にしばらく住み京都へ移った。寛永元年（1624年）には子の小瀬素庵が前田利常に仕えた縁で加賀藩から知行250石を貰い、藩主の世子・光高の兵学の師となった。
没年については、寛永7年（1630年）と寛永17年（1640年）の二説があるが、寛永17年説が正しいと見られている。享年77。
また、織田信長や豊臣秀吉の伝記の著者としても知られる。慶長9年（1604年）か16年（1611年）、もしくは元和8年（1622年）頃には太田牛一が著した『信長公記』を元に『信長記』（『甫庵信長記』とも）、寛永5年から10年代には『太閤記』（『甫庵太閤記』とも）をそれぞれ刊行した。

## 小瀬中務との混同
日上山城主を務めた美作国衆小瀬氏の一族、小瀬政秀の長子・小瀬秀正（中務）は、甫庵とは別人である。
この中務は宇喜多氏に仕え、主君・秀家が関ヶ原の戦いで敗れ大隅国にて島津氏に匿われていた際、家老として折衝にあたった人物である。旧宇喜多家臣の流れを汲み、加賀藩で750石を知行した堀部養叔の次男・又四郎が、甫庵の小瀬家に養子に入り家を継ぎ、その際に前述の話が不正確な形で備前国に伝わったとみられている。
備前岡山藩士・土肥経平の書いた『備前軍記』では中務と甫庵の経歴が接合され、それを敷衍した『岡山市史』などで同一人物として扱われた結果、両者が混同された時期が続いた。
現在では検証により両者が別人であることが明らかになっている。

## 甫庵の評価
甫庵は『新編医学正伝』など医書や古典籍を活字で刊行しており、『補註蒙求』は日本で現存する最古の活字本であるとして知られている。また歴史を扱った書籍も表しており、『太閤記』『信長記』は江戸時代に刊行され、一般的な書物として読まれた。
甫庵の著書は儒教的価値観に基づく人物評が強く、虚構を入れた性格の資料であることが指摘される。『信長記』における長篠の戦いにおける三段撃ちなど、彼の本から知られた逸話は多いが、甫庵は意図的に創作を取り入れている。また『太閤記』では実際に起った出来事の時日を変更し、整合性をもたらすために文書の改変・改竄を行っている。甫庵は太田牛一を「愚にして直な（正直すぎる）」と評し、牛一の『信長公記』が写本でしか伝えられなかったのに対し、甫庵の『信長記』は刊本として大いに流行り広く大衆に親しまれた。しかし大久保忠教は『三河物語』において、「イツハリ多シ（偽りが多い）」としており、三つのうち一つぐらいしか事実が書かれていないと評している。また甫庵自身も『太閤記』に収められた『太閤記八物語』では、「（甫庵の信長記は）言葉が麗しくなく、文章の連続性もないと言われることが多い」が、よく読まれているとしている。甫庵が前田家から知行を貰う身であったこともあってか、前田家に関しては殊更に手が加えられている。
実証的歴史学においては、牛一『信長公記』が該当期の記録資料として活用される一方で、甫庵の著作である『信長記』・『太閤記』の史料的価値は甚だ低いとされている。

## 著作・編著
- 『補註蒙求』（蒙求の補注本）
- 『新編医学正伝』
- 『十四経発揮』（元の滑寿による医書）
- 『童蒙先習』[16]
- 『前関白秀吉公御検地帳之目録』・『朝鮮国御進発之人数』・『政要抄』(合冊）
- 『内裏御普請帳』・『明意宝鑑』(合冊）
- 『東垣先生十書』
- 『年代紀略』
- 『信長記』（ 『甫庵信長記』と通称される）
- 『太閤記』（ 『甫庵太閤記』と通称される）
- 『太閤軍記』
- 『天正軍記』